# Kriegerdenkmal Jessen (Elster)

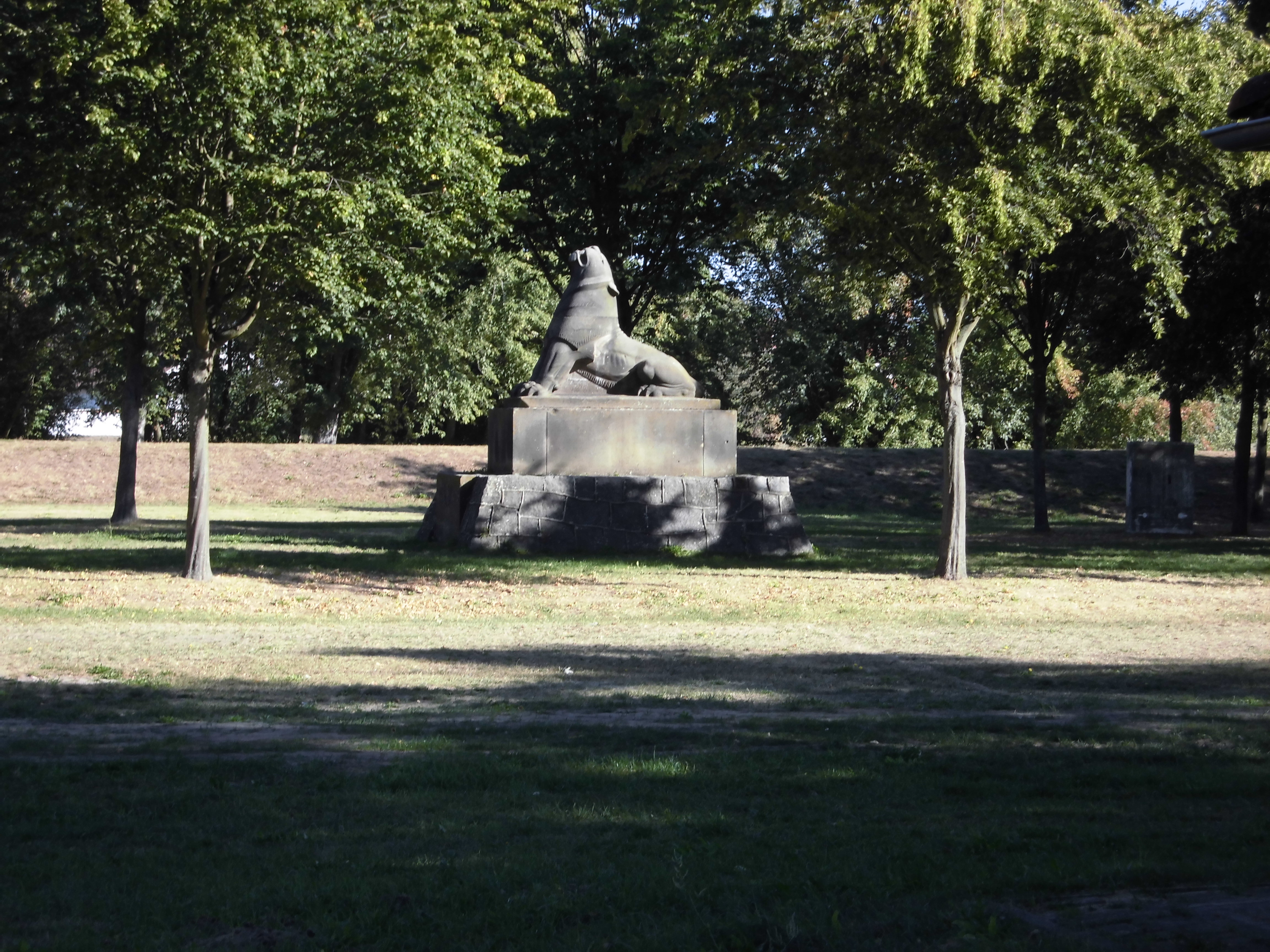

Das Kriegerdenkmal Jessen (Elster) befindet sich auf dem Schulfestplatz der Stadt und stellt eine expressionistische Löwenfigur dar. Aus diesem Grund wird es auch Löwendenkmal genannt. Errichtet wurde es im Jahr 1924 während der Weimarer Republik und soll an die Gefallenen des Ersten Weltkrieges erinnern. Die Figur steht unter Denkmalschutz und ist im Denkmalverzeichnis des Landes Sachsen-Anhalt eingetragen.

## Beschreibung
Im Sockel des Denkmals sind die Namen sowie Sterbeort- und Datum der Gefallenen eingraviert. Ursprünglich befand sich ein Dolch auf der rechten Seite im Rücken des Löwen, welcher jedoch im Jahr 1939 abgebrochen wurde. Dieser sollte die Dolchstoßlegende symbolisieren. Der Bau wurde unter anderem vom Bund der Frontsoldaten gefördert. Die Blickrichtung des Löwen nach Frankreich wurde auch als Andeutung interpretiert, den Kriegsausgang in Frage zu stellen. Daher wird der Ort nicht für Gedenkveranstaltungen genutzt. Ein weiteres Gefallenendenkmal befindet sich auf dem historischen Marktplatz der Stadt.